# Ceca (videokaseta)
Založbena hiša PGP RTB je v letu 1990 objavila prvo videokaseto srbske pevke narodno-zabavne glasbe, Svetlane Ražnatović - Cece.
Na videokaseti se nahajajo videospoti s prvih treh albumov: Cvetak zanovetak, Ludo srce in Ceca (glasbeni album).

## Seznam videospotov
| Št.             | Naslov                       | Besedilo        | Glasba          | Dolžina |
| --------------- | ---------------------------- | --------------- | --------------- | ------- |
| 1.              | „To Miki‟                    | D. Ivanković    | D. Ivanković    | 04:30   |
| 2.              | „Pustite me da ga vidim‟     | S. Spasić       | D. Ivanković    | 04:25   |
| 3.              | „Cipelice‟                   | Lj. Živković    | D. Ivanković    | 03:59   |
| 4.              | „Lako je tebi‟               | V. Petković     | M. Mijatović    | 02:30   |
| 5.              | „Dođi‟                       | S. Zagrađanin   | D. Ivanković    | 04:00   |
| 6.              | „Eh, teško meni‟             | V. Petković     | M. Mijatović    | 03:47   |
| 7.              | „Ludo srce‟                  | O. Makić        | D. Ivanković    | 04:20   |
| 8.              | „Drugarice, prokletnice‟     | D. Ivanković    | D. Ivanković    | 03:43   |
| 9.              | „Hej, ljubavi, ljubavi‟      | S. Spasić       | M. Kodić        | 03:30   |
| 10.             | „Ne daj me‟                  | Z. Matić        | D. Ivanković    | 03:25   |
| 11.             | „Zabraniću srcu da te volim‟ | Z. Matić        | M. Kodić        | 03:15   |
| 12.             | „Cvetak zanovetak‟           | B. Majdanac     | D. Ivanković    | 03:27   |
| 13.             | „Sve u svoje vreme‟          | S. Orsana       | M. A. Kemiš     | 02:52   |
| 14.             | „To Miki‟ (studio)           | D. Ivanković    | D. Ivanković    | 04:30   |
| Skupna dolžina: | Skupna dolžina:              | Skupna dolžina: | Skupna dolžina: | 54:00   |

## Zgodovina objave videokasete
| Država      | Datum | Založba | Oblika |
| ----------- | ----- | ------- | ------ |
| Jugoslavija | 1990  | PGP RTB | VHS    |

## Ostale informacije
- Tehnična realizacija: RTB in GAMA
- Režiser: Slobodan Šugaljić in Ratko Ilić
- Fotografija: Ivan Mojašević
- Oblikovanje: Ivan Ćulum
- Urednik video programa: Aleksandar Pilipenko
- Direktor in glavni urednik: Stanko Terzić
- Zap. štev. videokasete: 800.414

SOKOJ/SUMAJ